# Màlic II
Màlic II (àrab: مالك, Mālik), fill d'Aretes IV Filopàter, fou rei dels nabateus del 40 al 70. Fou també espòs de la reina Shaqilat II. Va fer de Bosra, amb el seu fill i successor Rabbel II, la segona capital del regne.
Segons alguns erudits el poder dels nabateus va decaure durant el seu regnat i va perdre el control de Damasc, mentre que altres mostren l'evidència que el control formal de Damasc per part dels nabateus durant els anys 34 a 40 era feble o inexistent, d'altra part Gerd Lüdemann afirma que «el control mai va existir» entre el 37 i el 39 i Peter Alpass afirma «no sembla probable que els romans estiguessin disposats a cedir el control d'un centre important a un rei nabateu» i la referència de Pau a un etnarca era la «del funcionari de control d'una comunitat nabatea a Damasc, i no a la ciutat en el seu conjunt».
Els romans havien desviat les rutes de comerç marítim de les espècies i perfum a Egipte. Com que Roma era molt potent, Màlic va cooperar. Al 66 es va produir una revolta a la Judea romana. Màlic va enviar 5.000 genets i 1.000 d'infanteria per ajudar Tit a aixafar la rebel·lió. Va morir l'any 70.
Màlic II va encunyar moltes monedes de plata i bronze que el mostren portant una corona de llorer; també apareix en les seves monedes el bust de la seva esposa Shaqilat II amb el títol de "germana de rei, reina dels nabateus".